# Nikanebti
 Ovo je glavno značenje pojma Nikanebti. Za druga značenja pogledajte Nikanebti, princeza supruga.
Nikanebti je bila princeza drevnoga Egipta, kćerka princa Nikaure i njegove žene Nikanebti (po kojoj je bila nazvana), unuka faraona Kafre i polunećakinja faraona Menkaure. Imala je sestru Heteferes i brata Nikauru. Spomenuta je u mastabi G 8158 u Gizi.